# Sjuvalovpalatset
Sjuvalovpalatset (ryska: Дворец Шувалова) är ett stadspalats i Sankt Petersburg, ritat av Savva Tjevakinskij i barockstil. Palatset är ett av flera som ägts av medlemmar ur den ryska adelsätten Sjuvalov. Palatset byggdes 1753–1755, och tillhörde bland andra Ivan Sjuvalov.